# Ultraviolat extrem
La radiació ultraviolada extrema ( UVE o  XUV) és una radiació ultraviolada d'alta energia. En general es defineix com la radiació electromagnètica de la part de l'espectre electromagnètic que abasta unes longituds d'ona] de 120 nm fins a 10 nm i, per tant, (per l'equació de Planck-Einstein) amb fotons amb energies de 10  eV fins a 124 eV (corresponent de 124  nm a 10 nm, respectivament). La radiació UVE és generada, de manera natural, per la corona solar i artificialment pel  plasma i per la font lluminosa de sincrotró.
Els seus usos principals són espectroscòpia de fotoelectrons,  presa d'imatges solars i  litografia.
En l'aire, l'UVE és el component de l'espectre electromagnètic de més alta absorció, encara que requereix  alt buit per a la transmissió.

## Generació d'UVE
Els àtoms neutres o matèria condensada no es pot emetre la radiació UVE. el primer ha de tenir lloc una ionització. La llum EUV només pot ser emesa pels electrons que estan lligats a ions amb multicàrrega positiva, per exemple, per eliminar un electró d'un ió de carboni amb càrrega +3 (amb tres electrons ja eliminats) cal al voltant de 65 eV